# Spruce Grove
Spruce Grove ist eine Stadt im Parkland County in der kanadischen Provinz Alberta. Spruce Grove hat 34.066 Einwohner (Stand 2016) und ist die elftgrößte Stadt der Provinz. Amtierender Bürgermeister ist Ken Scott.

## Lage
Spruce Grove liegt etwa 25 Kilometer westlich von Edmonton im südlichen Kanada. Die umgebende Landschaft wird auch der als Aspen Parkland bezeichneten Ökoregion zugerechnet. Nachbargemeinden sind Stony Plain und Parkland County.

## Söhne und Töchter der Stadt
- Grant Fuhr (* 1962), Eishockeytorwart
- Stu Barnes (* 1970), Eishockeyspieler
- Nathan Dempsey (* 1974), Eishockeyspieler
- Grant Stevenson (* 1981), Eishockeyspieler
- Carla MacLeod (* 1982), Eishockeyspielerin und -trainerin
- Jennifer Heil (* 1983), Freestyle-Skierin
- Steve Regier (* 1984), Eishockeyspieler
- Carter Proft (* 1994), Eishockeyspieler